# پلچریتا
پلچریتا (به ایتالیایی: Pellescritta) یک منطقهٔ مسکونی در ایتالیا است که در مونته‌رئاله واقع شده‌است.